# Heinrich Jenewein
Heinrich Jenewein (* 9. Februar 1887 in Dudweiler; † 2. Februar 1968 ebenda) war ein deutscher Fabrikant und Verbandsfunktionär.

## Leben
Heinrich Jenewein war der Sohn eines Schlossers und absolvierte nach seiner Volksschulausbildung eine Lehre im elterlichen Schlosserhandwerksbetrieb. Danach erwarb er in mehreren Praktika an verschiedenen Orten in Deutschland sowie in der Schweiz und Österreich ausreichend Erfahrungen. Von 1907 bis 1909 leistete er Wehrdienst beim 2. Garde-Feldartillerie-Regiment in Potsdam, das zur 2. Garde-Division gehörte. Bevor er von 1914 bis 1918 Kriegsdienst leisten musste, schloss er noch eine kaufmännische und technische Ausbildung ab.
Nach dem Krieg legte er die Meisterprüfung ab und gründete gemeinsam mit Georg Gapp in seinem Heimatort die Eisen- und Blechwarenfabrik JEGA. 1924 wurde der Betrieb unter der Bezeichnung JEGA Friedrichsthaler Eisenwerk GmbH nach Friedrichsthal (Saar), verlegt. Sieben Jahre später wurde ein Metallwerk in Neustadt erworben. Nach dem Tod des Ludwig Gapp im Jahre 1942 wurde Jenewein alleiniger Firmeninhaber.
1951 verlegte das JEGA-Werk seinen Sitz nach St. Ingbert und begann mit der Produktion von Öfen und Herden. Von 1954 an wurden auch Kühlschränke produziert.
1923 gehörte er zu den Mitbegründern des Dudweiler Verkehrsvereins e. V.

## Öffentliche Ämter
- 1938–1960 Presbyter der evangelischen Kirchengemeinde Dudweiler
- 1948–1953 Präsidialmitglied des  Arbeitgeberverbandes der Eisen- und Metallindustrie des Saarlandes
- 1951 Mitglied im Aufsichtsrat der Investitions-Kreditbank AG
- 1948–1956 Mitglied des Beirates der IHK Saarbrücken
- 1949–1955 Mitglied des Stadtrates in Dudweiler CVP, 2. Beigeordneter

## Auszeichnungen
- 27. März 1962 Bundesverdienstkreuz I. Klasse
- 9. Februar 1967 Ehrenbürger der Stadt Dudweiler
- 1967 Ehrenbürger der Stadt Saarbrücken